# Бистчо
Езерото Бистчо (на английски: Bistcho Lake) е 4-то по големина езеро в провинция Албърта. Площта му, заедно с островите в него е 426 км2, която му отрежда 116-о място сред езерата на Канада. Фактически езерото е 3-то по големина в провинция Албърта, тъй като езерото Атабаска попада в две канадски провинции. Площта само на водното огледало без островите е 413 км2. Надморската височина на водата е 552 м.
Езерото се намира в северозападния ъгъл на провинция Албърта. Бистчо има дължина от запад на изток 44 км, а максималната му ширина е 22 км.
За разлика от повечето канадски езера, които са със силно разчленена брегова линия, бреговете на Клеър са сравнително слабо разчленени, без характерните заливи, канали, полуострови и острови. Общата площ на островите му е 13 км2, като има два по-големи и няколко малки.
В езерото се вливат множество малки реки, а от западния му ъгъл изтича река Петитот, десен приток на река Лиард (ляв приток на Маккензи).
Бреговете на езерото са безлюдни, но е изключително богато на различни видове риби.